# Qualificazioni al campionato mondiale di calcio 2022 - UEFA - Fase a gironi, gruppo C

## Classifica
| Pos. | Squadra          | Pt | G | V | N | P | GF | GS | DR  |
| ---- | ---------------- | -- | - | - | - | - | -- | -- | --- |
| 1.   | Svizzera         | 18 | 8 | 5 | 3 | 0 | 15 | 2  | +13 |
| 2.   | Italia           | 16 | 8 | 4 | 4 | 0 | 13 | 2  | +11 |
| 3.   | Irlanda del Nord | 9  | 8 | 2 | 3 | 3 | 6  | 7  | -1  |
| 4.   | Bulgaria         | 8  | 8 | 2 | 2 | 4 | 6  | 14 | -8  |
| 5.   | Lituania         | 3  | 8 | 1 | 0 | 7 | 4  | 19 | -15 |

## Risultati

### 1ª giornata
| Arbitro: | Nikola Dabanović |

|              |           |                                   |
| Despodov 46’ | Marcatori | 7’ Embolo 10’ Seferović 13’ Zuber |

| Arbitro: | Ali Palabıyık |

|                          |           |  |
| Berardi 14’ Immobile 39’ | Marcatori |  |

### 2ª giornata
| Arbitro: | Slavko Vinčić |

|  |           |                                  |
|  | Marcatori | 43’ (rig.) Belotti 83’ Locatelli |

| Arbitro: | Mattias Gestranius |

|            |           |  |
| Shaqiri 2’ | Marcatori |  |

### 3ª giornata
| Arbitro: | Paweł Raczkowski |

|  |           |                                 |
|  | Marcatori | 48’ Sensi 90+4’ (rig.) Immobile |

| Belfast 31 marzo 2021, ore 20:45 CEST | Irlanda del Nord | 0 – 0 referto | Bulgaria | Windsor Park (0 spett.)\| Arbitro: \| Yigal Frid \| |
| Arbitro:                              | Yigal Frid       |               |          |                                                     |

### 4ª giornata
| Arbitro: | Serdar Gözübüyük |

|            |           |           |
| Chiesa 16’ | Marcatori | 40’ Iliev |

| Arbitro: | Stéphanie Frappart |

|               |           |                                                                |
| Baravykas 55’ | Marcatori | 20’ Ballard 52’ (rig.) Washington 67’ Lavery 82’ (rig.) McNair |

### 5ª giornata
| Arbitro: | John Beaton |

|           |           |  |
| Čočev 82’ | Marcatori |  |

| Basilea 5 settembre 2021, ore 20:45 CEST | Svizzera                | 0 – 0 referto | Italia | St. Jakob-Park (31 500 spett.)\| Arbitro: \| Carlos del Cerro Grande \| |
| Arbitro:                                 | Carlos del Cerro Grande |               |        |                                                                         |

### 6ª giornata
| Arbitro: | Craig Pawson |

|                                                             |           |  |
| Kean 11’, 29’ Utkus 14’ (aut.) Raspadori 24’ Di Lorenzo 54’ | Marcatori |  |

| Belfast 8 settembre 2021, ore 20:45 CEST | Irlanda del Nord | 0 – 0 referto | Svizzera | Windsor Park (15 660 spett.)\| Arbitro: \| Harald Lechner \| |
| Arbitro:                                 | Harald Lechner   |               |          |                                                              |

### 7ª giornata
| Arbitro: | Jevhen Aranovs'kyj |

|                               |           |              |
| Lasickas 18’ Černych 82’, 84’ | Marcatori | 64’ Despodov |

| Arbitro: | Slavko Vinčić |

|                             |           |  |
| Zuber 45+3’ Fassnacht 90+1’ | Marcatori |  |

### 8ª giornata
| Arbitro: | Aljaksej Kul'bakoŭ |

|                  |           |                |
| Nedelev 53’, 63’ | Marcatori | 37’ Washington |

| Arbitro: | Tiago Martins |

|  |           |                                              |
|  | Marcatori | 31’, 45’ Embolo 42’ Steffen 90+4’ Gavranović |

### 9ª giornata
| Arbitro: | Anthony Taylor |

|                |           |            |
| Di Lorenzo 36’ | Marcatori | 11’ Widmer |

| Arbitro: | István Vad |

|                   |           |  |
| Šatkus 18’ (aut.) | Marcatori |  |

### 10ª giornata
| Belfast 15 novembre 2021, ore 20:45 CET | Irlanda del Nord | 0 – 0 referto | Italia | Windsor Park (15 969 spett.)\| Arbitro: \| István Kovács \| |
| Arbitro:                                | István Kovács    |               |        |                                                             |

| Arbitro: | Benoît Bastien |

|                                               |           |  |
| Okafor 48’ Vargas 57’ Itten 72’ Freuler 90+1’ | Marcatori |  |

## Statistiche

### Classifica marcatori
3 reti
- Breel Embolo

2 reti
- Kiril Despodov
- Todor Nedelev
- Giovanni Di Lorenzo

- Ciro Immobile
- Moise Kean
- Fiodor Černych

- Conor Washington
- Steven Zuber

1 rete
- Ivajlo Čočev
- Atanas Iliev
- Andrea Belotti
- Domenico Berardi
- Federico Chiesa
- Manuel Locatelli
- Giacomo Raspadori
- Stefano Sensi

- Rolandas Baravykas
- Justas Lasickas
- Daniel Ballard
- Shayne Lavery
- Paddy McNair
- Christian Fassnacht
- Remo Freuler
- Mario Gavranović

- Cedric Itten
- Noah Okafor
- Haris Seferović
- Xherdan Shaqiri
- Renato Steffen
- Ruben Vargas
- Silvan Widmer

Autoreti
- Benas Šatkus (1, pro Irlanda del Nord)

- Edgaras Utkus (1, pro Italia)